# Betim
Betim város Brazíliában, Minas Gerais államban. Lakosainak száma 411 846 fő (2022). Betim Contagem, Mário Campos, Sarzedo, Esmeraldas, Ibirité és Juatuba községekkel határos.

## Népesség
A település népességének változása:
| Lakosok száma | 306 675 | 378 089 | 444 784 | 450 024 | 411 846 |
|               | 2000    | 2010    | 2020    | 2021    | 2022    |